# Lucie Gohet
Lucie Gohet est une gardienne internationale française de rink hockey née le 8 janvier 1999.

## Palmarès
En 2016, elle participe au championnat du monde.
En 2017, pour sa troisième sélection nationale, elle participe au Roller Games au côté de la gardienne Flora Michoud-Godard qui l'a formé.

## Référence
1. ↑  Profil sur rinkhockey.net
2. ↑  (es) LISTA DEFINITIVA PARA EL MUNDIAL
3. ↑  Interview : Lucie GOHET